# فیرچایلد ۲۴
فیرچایلد ۲۴ (انگلیسی: Fairchild 24) یک هواگرد‌ ساخت شرکت فیرچایلد ایرکرفت‌ در ایالات متحده آمریکا‌ بود.